# سیارک ۳۴۸۵۴
سیارک ۳۴۸۵۴ (به انگلیسی: 34854 Paquifrutos، نامگذاری:2001TP17) سی و چهار هزار و هشتصد و پنجاه و چهارمین سیارک کشف شده‌است که در ۱۳ اکتبر ۲۰۰۱ کشف شد.